# Coppa dell'Imperatore 1991
La Coppa dell'Imperatore 1991 è stata la settantunesima edizione della coppa nazionale giapponese di calcio.

## Squadre partecipanti
Japan Soccer League
- Nissan Motors
- JR-East Furukawa
- Honda Motor
- Toyota Motors
- Toshiba
- Yamaha Motors
- Yomiuri
- Mazda
- Hitachi
- Matsushita Electric
- Mitsubishi Motors
- ANA

Squadre regionali
- Fujitsu (Kantō)
- Fujita (Kantō)
- Fukuoka Daigaku (Kyūshū)
- Juntendo Daigaku (Kantō)
- Kawasaki Steel (Chūgoku)
- Keiō Gijuku Daigaku (Kantō)
- Kokushikan Daigaku (Kantō)
- Kyoto Shiko (Kansai)
- Mie Teachers (Tokai)
- NEC Yamagata (Tohoku)
- Nippon Denso (Tokai)
- Nippon Steel (Kyūshū)
- Nippon Steel Muroran (Hokkaidō)
- Osaka Taidai (Kansai)
- Osaka Shodai (Kansai)
- Otsuka Pharma (Shikoku)
- PJM Futures (Tokai)
- Waseda Daigaku (Kantō)
- Yanmar Diesel (Kansai)
- YKK AP (Koshinetsu)

## Date
| Turno            | Data             |                 |
| ---------------- | ---------------- | --------------- |
| Primo turno      | 14 dicembre 1991 |                 |
| Secondo turno    | 15 dicembre 1991 |                 |
| Quarti di finale | 21 dicembre 1991 |                 |
| Semifinali       | 23 dicembre 1991 |                 |
| Finale           | 1º gennaio 1992  | 1º gennaio 1992 |

## Risultati

### Primo turno
| Squadra 1            | Risultato                     | Squadra 2           |
| -------------------- | ----------------------------- | ------------------- |
| Yomiuri              | 3 - 2                         | Yanmar Diesel       |
| Fujita               | 4 - 1                         | Nippon Steel        |
| JR-East Furukawa     | 2 - 0                         | Fukuoka Daigaku     |
| Yamaha Motors        | 2 - 0                         | Osaka Taidai        |
| Toyota Motors        | 3 - 0                         | Keiō Gijuku Daigaku |
| Hitachi              | 6 - 1                         | Nippon Denso        |
| Otsuka Pharma        | 5 - 1                         | Kyoto Shiko         |
| Toshiba              | 4 - 0                         | Juntendo Daigaku    |
| Honda Motor          | 2 - 1                         | Fujitsu             |
| PJM Futures          | 1 - 0                         | YKK AP              |
| Mitsubishi Motors    | 1 - 0                         | Osaka Shodai        |
| Nippon Steel Muroran | 6 - 0                         | Matsushita Electric |
| Kawasaki Steel       | 1 - 0                         | ANA                 |
| Mazda                | 2 - 1                         | Waseda Daigaku      |
| NEC Yamagata         | 3 - 3 (d.t.s.) 4 - 5 (d.c.r.) | Kokushikan Daigaku  |
| Nissan Motors        | 9 - 0                         | Mie Teachers        |

### Secondo turno
| Squadra 1         | Risultato                     | Squadra 2           |
| ----------------- | ----------------------------- | ------------------- |
| Yomiuri           | 2 - 0                         | Fujita              |
| JR-East Furukawa  | 1 - 0                         | Yamaha Motors       |
| Hitachi           | 2 - 1                         | Toyota Motors       |
| Toshiba           | 1 - 0                         | Otsuka Pharma       |
| Honda Motor       | 2 - 1                         | PJM Futures         |
| Mitsubishi Motors | 1 - 0                         | Matsushita Electric |
| Mazda             | 1 - 1 (d.t.s.) 2 - 4 (d.c.r.) | Kawasaki Steel      |
| Nissan Motors     | 9 - 0                         | Kokushikan Daigaku  |

### Quarti di finale
| Squadra 1         | Risultato                     | Squadra 2        |
| ----------------- | ----------------------------- | ---------------- |
| Yomiuri           | 2 - 0                         | JR-East Furukawa |
| Hitachi           | 2 - 0                         | Toshiba          |
| Mitsubishi Motors | 2 - 2 (d.t.s.) 3 - 4 (d.c.r.) | Honda Motor      |
| Nissan Motors     | 3 - 0                         | Kawasaki Steel   |

### Semifinali
| Squadra 1   | Risultato                     | Squadra 2     |
| ----------- | ----------------------------- | ------------- |
| Yomiuri     | 1 - 0                         | Hitachi       |
| Honda Motor | 1 - 1 (d.t.s.) 2 - 4 (d.c.r.) | Nissan Motors |

### Finale
| Tokyo 1º gennaio 1992                                                 | Nissan Motors | 4 – 1 (d.t.s.) | Yomiuri | National Stadium |
| \| \| \| \| \| Everton Kimura Yamada Renato \| Marcatori \| Takeda \| |               |                |         |                  |
|                                                                       |               |                |         |                  |
| Everton Kimura Yamada Renato                                          | Marcatori     | Takeda         |         |                  |

| Nissan Motors | Yomiuri |

| Nissan Motors    |    |                      |  |          |
|                  |    |                      |  |          |
| P                | 1  | Shigetatsu Matsunaga |  |          |
| D                | 26 | Toshinobu Katsuya    |  |          |
| D                | 4  | Masami Ihara         |  |          |
| D                | 16 | Junji Koizumi        |  |          |
| D                | 12 | Hiroshi Hirakawa     |  |          |
| C                | 5  | Tetsuji Hashiratani  |  |          |
| C                | 10 | Kazushi Kimura       |  |          |
| C                | 7  | Everton Nogueira     |  |          |
| C                | 24 | Rikizō Matsuhashi    |  | Uscita   |
| A                | 14 | Keiichi Zaizen       |  | Uscita   |
| A                | 9  | Renato               |  |          |
| A disposizione:  |    |                      |  |          |
| D                | 16 | Junji Koizumi        |  |          |
| C                | 8  | Takashi Mizunuma     |  | Ingresso |
| A                | 22 | Takahiro Yamada      |  | Ingresso |
| Allenatore:      |    |                      |  |          |
| Hidehiko Shimizu |    |                      |  |          |

| Yomiuri         |    |                   |  |             |
|                 |    |                   |  |             |
| P               | 18 | Takayuki Fujikawa |  |             |
| D               | 7  | Yasutoshi Miura   |  |             |
| D               | 5  | Hisashi Katō      |  | Uscita      |
| D               | 4  | Takumi Horiike    |  |             |
| D               | 6  | Satoshi Tsunami   |  | Uscita      |
| C               | 15 | Pericles          |  |             |
| C               | 10 | Ruy Ramos (C)     |  | Ammonizione |
| C               | 14 | Tsuyoshi Kitazawa |  |             |
| A               | 9  | Nobuhiro Takeda   |  |             |
| A               | 20 | Toninho           |  |             |
| A               | 11 | Kazuyoshi Miura   |  |             |
| A disposizione: |    |                   |  |             |
| D               | 2  | Yasuharu Kurata   |  | Ingresso    |
| C               | 8  | Tetsuya Totsuka   |  | Ingresso    |
| Allenatore:     |    |                   |  |             |
| Pepe            |    |                   |  |             |